# Salutació feixista

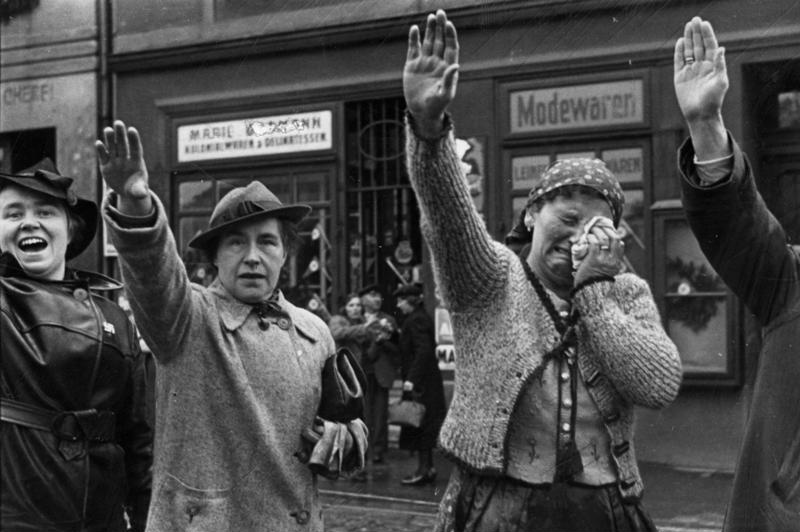
Dones saludant tropes nazis el 1938.

La salutació feixista és la salutació que utilitzen els seguidors dels moviments d'aquesta ideologia. Va ser adoptada pel Partit Nacional Feixista i la Itàlia feixista de Benito Mussolini, pel Partit Nacionalsocialista Obrer Alemany i l'Alemanya nazi sota el comandament d'Adolf Hitler i per la Falange Espanyola de les Juntes d'Ofensiva Nacional Sindicalista i la dictadura de Francisco Franco a Espanya. Altres partits polítics i règims d'aquest mateix entorn l'han utilitzat també.
Malgrat que el feixisme sosté que deriva de la salutació romana, no hi ha cap font documental o arqueològica de l'època romana que descrigui inequívocament una salutació duta a terme d'aquesta manera.

## Descripció
Per realitzar la salutació feixista, el braç havia de col·locar-se en un angle d'uns 30-40 graus sobre l'horitzontal, i amb prou feines una mica tombat cap a la dreta. A l'Alemanya nazi gairebé sempre s'acompanyava amb la frase Heil Hitler!, pronunciada amb veu ferma i clara. Normalment s'usava per acomiadar als soldats nazis. Si la salutació es realitzava mentre s'estava enfront d'un oficial superior, els talons podien ser copejats entre si simultàniament. En mítings i concentracions, els braços de la multitud també podien estar elevats, al crit de Sieg Heil.
A Espanya, va ser adoptat per Falange Española. Acompanyat del gest, se sol cridar "Arriba España", que va ser el crit del bàndol nacional durant la Guerra Civil espanyola i el franquisme.

## Història

### Orígens
La Columna de Trajà, a Roma, té relleus que representen legionaris saludant l'emperador amb els braços alçats.
Amb la desaparició de l'Imperi romà també va desaparèixer el costum de la «salutació romana», però aquesta va ser recuperada en motius pictòrics d'ençà el segle xviii, quan en plena expansió de la Il·lustració els intel·lectuals i filòsofs van revalorar les institucions tradicionals de l'antiga República Romana i entre elles li van donar a l'extinta «salutació romana» un significat cívic o heroic.
Prova d'això es troba en les pintures d'estil neoclàssic del francès Jacques-Louis David, com a Jurament del joc de pilota de 1792 on es mostra als revolucionaris francesos fent la salutació romana o el El jurament dels Horacis de 1784, presentant amb aquest mateix gest a un episodi llegendari de Roma. Fins i tot en 1810, en ple règim de Napoleó Bonaparte, David va pintar per encàrrec governamental La distribució de les àguiles mostrant al propi Napoleó I lliurant estendards amb figures d'àguiles als regiments de l'exèrcit francès, els soldats del qual realitzen la salutació romana. Aquestes pintures de David van inspirar posteriors il·lustracions al llarg del segle xix per tot Europa, mostrant novament la «salutació romana» com a element solemne, encara que en situació de servir com a senyal de jurament abans que una salutació pròpiament dita.

### Itàlia feixista
Amb l'ascens al poder de Benito Mussolini, es van començar a recuperar símbols romans per utilitzar-los com a propis, en afirmar que l'Imperi italià era el segon Imperi Romà. Per tant, com a salutació de respecte i lleialtat cap a ell es va recuperar la salutació romana.
Amb l'expansió del feixisme cap a d'altres països, la salutació es va copiar (com en l'Alemanya Nazi), sent a partir de llavors identificada amb grups i règims d'extrema dreta.

### Usos durant el Tercer Reich
Durant el període que va des de 1933 fins a 1945, la salutació Heil Hitler! ('Salve, Hitler!') es va fer molt comú en els cercles socials alemanys i va ser empleat pels ciutadans procedent dels cossos superiors de les Waffen-SS (oficials d'alt rang). Hitler va preferir que se li saludés com Heil, mein Führer! o simplement Heil!. L'ocupació de Sieg Heil! o 'Salve, Victòria!' va ser molt comú durant el període nazi, i es pronunciava sobretot durant els discursos d'Hitler. Era molt comú que es repetís tres vegades en la forma d'un cant coral: Sieg...Heil! Sieg...Heil! Sieg...Heil! Heil Hitler!.
Després del complot del 20 de juliol el 1944, les forces militars del Tercer Reich van ordenar reemplaçar la salutació ordinària militar per la versió de salutació a Hitler. L'ordre va tenir la seva data efectiva el 24 de juliol de 1944, 4 dies després de l'atemptat a la vida d'Hitler a Wolfsschanze. Previ a aquesta situació, la salutació a Hitler era opcional en les forces militars alemanyes, i a partir d'aquesta data es va establir com a salutació oficial.

### Ús a Espanya
Falange Española, el Partit polític fundat per José Antonio Primo de Rivera el 1933, va començar la utilització de la salutació feixista, denominat "saludo íbero" pels seus dirigents. Després de la unificació dels moviments tradicionalistes i falangistes en un Sistema unipartidista, FET de las JONS, i en particular després d'acabar la Guerra Civil, la salutació es converteix en un dels símbols de l'anomenat Movimiento Nacional. Entre el 17 de juliol de 1936 i l'11 de setembre de 1945 la salutació va ser obligatòria en tot el territori nacional. Després de la derrota de l'Eix en la Segona Guerra Mundial, la salutació deixa de tenir caràcter oficial, amb la finalitat de donar bona impressió als països vencedors de la guerra. Per exemple, en la pel·lícula espanyola d'exaltació franquista, Raza, es van eliminar totes les escenes on els militars del bàndol nacional saluden amb el braç enlaire. No obstant, en les multitudinàries concentracions convocades pel règim en honor de Francisco Franco Bahamonde, els assistents alçaven el braç dret en entonar el Cara al sol com a adhesió al règim.
El 1976, amb la dimissió del president Carlos Arias Navarro, la salutació perd el seu caràcter "semioficial" de facto.

### Després de 1945
La salutació romana, sobre el que es va fonamentar la salutació a Adolf Hitler, es va fer servir en diferents països així com amb diferents propòsits durant la Segona Guerra Mundial. Per exemple, la salutació Bellamy, empleada als Estats Units d'Amèrica com a Jurament de Lleialtat a la fi del segle xix i començaments del segle xx, va ser una versió de la salutació romana amb algunes similituds a la salutació feixista. La salutació Bellamy va ser abandonada des de l'any 1942 a causa precisament de la seva similitud. El mateix va ocórrer amb altres salutacions i formes de salutació basades en la salutació romana a través del món. A Xile, i Mèxic s'utilitza com a salutació la salutació romana durant el Jurament a la Bandera.
La salutació tal com és conegut està prohibida a Alemanya i Àustria des del final de la Segona Guerra Mundial. La salutació alternativa introduida pel neonazi Michael Kühnen, amb només el polze, l'índex i el mitger estesos, ha trobat diferents reaccions jurídiques. Actualment a Alemanya utilitzar l'expressió ”Sieg Heil” és un delicte, excepte que sigui amb finalitats educatius, científics o artístics.